# Erjon Bogdani
Erjon Bogdani (Tirana, em 14 de abril de 1977) é um ex-futebolista albanês que atuava como atacante.
Bogdani atuou maior parte da carreira em times da Itália, sendo seu ultimo clube o Siena, onde teve duas passagens pelo clube. Jogou também na Albânia, Turquia e Croácia nos anos 90.
Pela seleção albanesa é o maior goleador com 19 gols em 75 jogos.

## Títulos
Partizani
- Copa da Albânia: 1997

Reggina
- Série B: 2001-02